# 卵泡

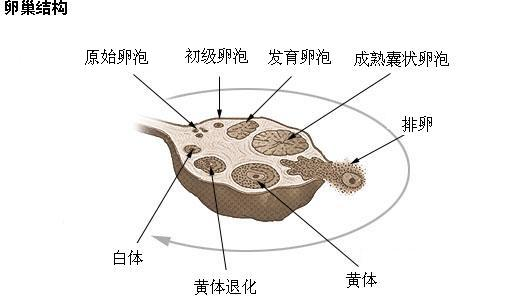
卵巢中处于各个阶段的卵泡

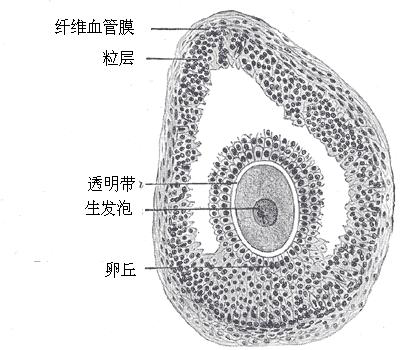
卵泡的部分截图

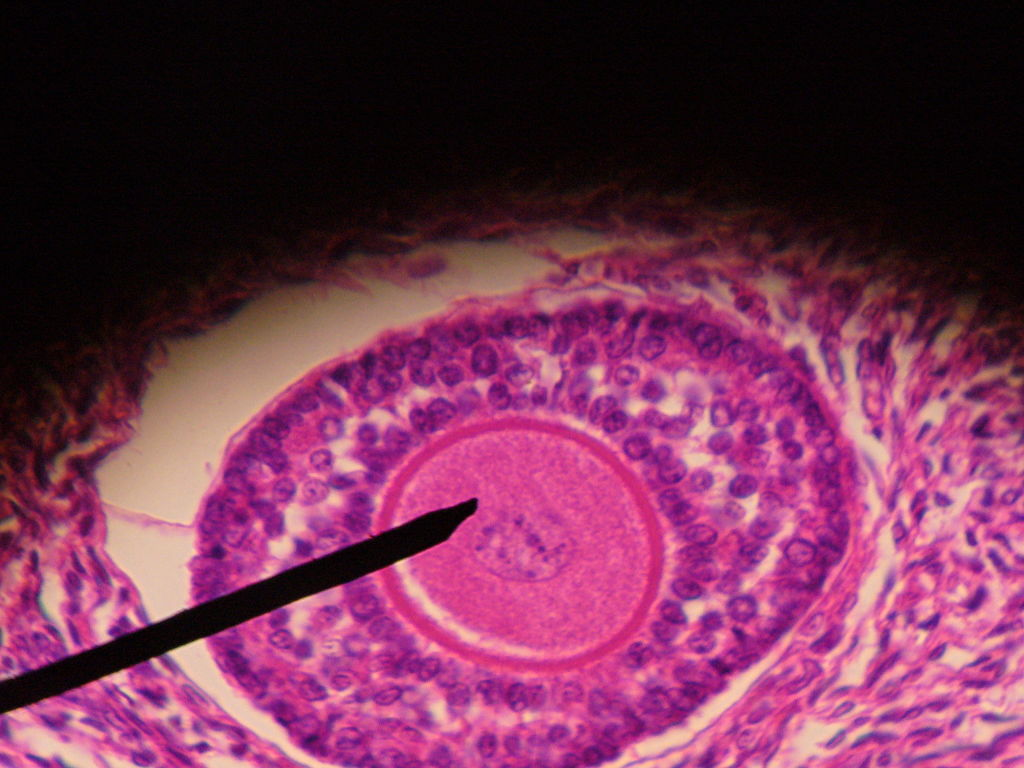
人类的卵泡（显微注射，苏伊染色）

卵泡（ovarian follicle）又称卵巢濾泡，是卵巢皮质中由一个卵母细胞和包绕在其周围的许多小型细胞组成的泡状结构，为一状似圆球的细胞聚合体。
卵泡为女性生殖生物学的基本单位，生长于卵巢之中，每个卵泡之中都会有一个卵母细胞（也就是卵子的原形）。这些结构在经过周期性的生长和发育之后，最终在排卵时释放出一个发育完全的卵子。卵母细胞被包裹在粒层细胞层之中，而它们又被包裹在一层薄膜之中，这层薄膜名为胞外基质——卵泡基质膜或叫基片——最终构成一个完整的卵泡。
随着卵泡的生长，它们逐渐能够被肉眼察觉，大型的卵泡又称格拉夫卵泡（以瑞格尼尔·德·格拉夫之名命名）。
而大于2厘米的卵泡则属于卵巢囊肿，属于非正常现象。
人类中，卵泡在未出生时就已经存在于卵巢之内了，甚至有些在出生后的50年中都在沉睡状态中。
卵泡逐渐成熟的过程称为卵泡发育。

## 卵泡中卵母细胞的发展
生殖细胞（精子和卵子）是通过减数分裂的特殊形式制造出来的。在其中，卵母细胞的形成方法名为卵母細胞生成。在早期的胚胎發育中，体细胞由卵黄囊背部的内胚层出发，通过后肠移居至性腺嵴。这些原生殖细胞（PGCs）的数量在有丝分裂下不断成倍增加，而一旦它们到达了性腺嵴，它们就可以被称为卵原细胞（二倍体的卵巢干细胞）了。性腺嵴主要由间叶细胞、和中肾下层的细胞组成，一旦卵原细胞进入这里之后，它们就会尝试与体细胞结合，并持续发展，直到卵原细胞周围生成了一个细胞层，进入了粒层细胞前期阶段。
卵原细胞通过有丝分裂的方式持续繁殖；这种繁殖的方式直到卵原细胞进入减数分裂时结束。卵原细胞在有丝分裂中持续的时间因种类而异。人类胎儿的细胞在怀孕的第二与第三阶段之前均能看到有丝分裂的痕迹。减数分裂开始后，卵原细胞（现在被称为初级卵母细胞）不再具有可复制性。因此生殖细胞的总数在这里就决定了。一旦初级卵母细胞停止了分裂，细胞就进入了长期的“休眠期”或者叫做核网期。一些细胞甚至会在这个周期中停留五十年的时间。
对每一个经历过减数分裂的初级卵母细胞来说，它们所产生的四个子细胞中，仅有一个是可以使用的卵母细胞，其他的子细胞都被称为极体。极体细胞没有任何功能，并最终退化并被卵巢吸收。
一个成熟的卵泡实际上只有一个次级卵母细胞。不同于精子，卵子在排卵前均停留在次级卵母细胞的状态中。
在被精子受精后，次级卵母细胞才会继续进行未完成的减数分裂II，直到变成受精卵。

## 附图

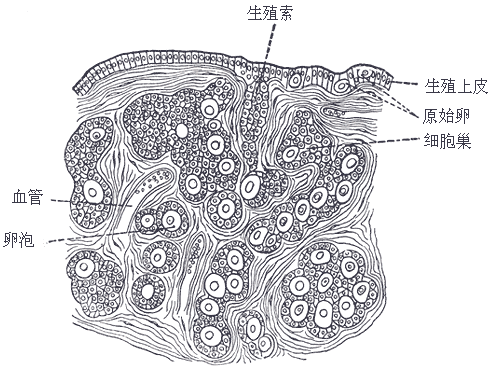
新生儿卵巢的部分截图。
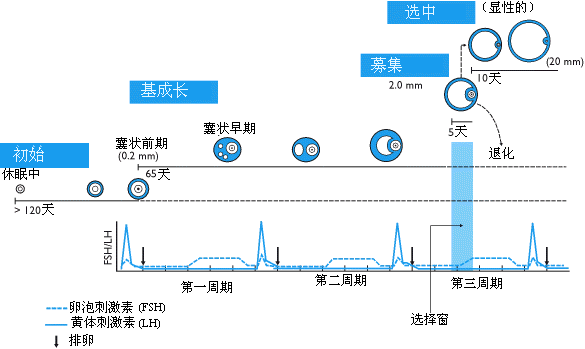
卵泡发育图表。
卵巢中的一系列改变。